# Demon Blue
Demon Blue is een computerspel dat werd uitgegeven door Microvalue. Het kwam in 1992 uit voor verschillende homecomputers. Het spel is een platformspel in een fantasiewereld. De speler speelt een kleine blauwe demon in een kerker vol gevallen engelen, waterspuwers, wespen, etc. Als deze geraakt wordt verliest deze levenskracht. Onderweg is de bedoeling edelstenen, bloeddruppels, energieflesjes en vriendelijke demonen te verzamelen. Elk level kent sleutels om deuren te openen om uiteindelijk de magische ketel te vinden die door elfen wordt bewaakt.
Het spel is Engelstalig.

## Platforms
| Platform     | Jaar |
| ------------ | ---- |
| Amiga        | 1992 |
| Atari ST     | 1992 |
| Commodore 64 | 1992 |
| DOS          | 1992 |

## Ontvangst
Het spel werd matig ontvangen:
| Beoordeeld door | Platform | Jaar | Score |
| --------------- | -------- | ---- | ----- |
| Zzap!64         | C64      | 1992 | 66%   |
| Amiga Action    | Amiga    | 1992 | 48%   |
| Amiga Joker     | Amiga    | 1992 | 39%   |